# Mineralfaser
Mineralfasern sind anorganische Fasern. Sie können natürlichen oder künstlichen Ursprungs sein. Letztere werden oft aus Silikatschmelzen gewonnen und als KMF, für Künstliche Mineralfasern, abgekürzt.
Häufig werden den Fasern bei der Produktion bis zu 10 % Bindemittel (meist Kunstharze) und Schmälzmittel (Öle) beigemischt, welche die Fasern spinnbar, wasserabweisend und griffig machen.

## Einteilung
Die Fasern können anhand ihrer kristallinen Struktur unterschieden werden:
- glasige (amorphe) Fasern
  - Fasern aus Glas (Glasfaser) oder Quarz
  - Mineralwolle aus Stein, Glas oder Schlacken aus der Verhüttung
  - Kieselsäurefasern nach dem Trockenspinnen von Natronwasserglas und Behandlung der  Natronwasserglasfasern mit wässrigen, wasserstoffionenhaltigen Säure- oder Salzlösungen zur Umwandlung des Natriumsilikats in Kieselsäure

- kristalline Fasern
  - faserförmige Einkristalle, sogenannte Whisker
  - polykristalline Fasern (Keramikfaser)
  - Asbest, meist in Form von Weißasbest

## Anwendung
Mineralfasern können verwoben werden, um feuerfeste Stoffe herzustellen.
Mit organischen und mineralischen Bindemitteln werden Mineralfasern zu Mineralwolle verarbeitet, um flexible Matten oder feste Platten herzustellen, die als Dämmstoff zur Schall- und Wärmedämmung oder zum Brandschutz eingesetzt werden.
Kieselsäurefasern werden zur Verstärkung von Bremsbelägen verwendet.
Glasfasern werden auch als homogener Strang eingesetzt, z. B. als Lichtwellenleiter.
Lose Mineralfasern werden zur Verstärkung der Matrix von Faserverbundwerkstoffen wie Gipskarton, Gipsfaserplatten und Faserzementprodukten eingesetzt.

## Gesundheitsrisiko
Mineralfasern (z. B. von Mineralwolle), die vor dem Jahr 2000 hergestellt wurden, können durch Einatmen je nach Biobeständigkeit und Lungengängigkeit krebserregend wirken. Lungengängig sind Fasern mit einem Durchmesser von weniger als 1 bis 3 μm. Beim Umgang mit ihnen sind einige Technische Regeln für Gefahrstoffe (TRGS) zu beachten. Die TRGS 900 setzt Luftgrenzwerte am Arbeitsplatz fest.
Im Gegensatz zu Asbestfasern, bei denen auch eine Längsspaltung auftritt, ist die Kanzerogenität bislang nur in Tierversuchen belegt.
Bereits 1995 verpflichteten sich Hersteller, Mineralfasern der "neuen Generation" herzustellen und mit RAL Gütezeichen zu versehen, die kein Krebsrisiko mehr darstellen. Ab Juni 2000 wurden die schlecht biolöslichen Fasern durch die Gefahrstoffverordnung (GefStoffV) verboten.